# The Brain Prize
The Brain Prize er en international hjerneforskningspris, der årligt uddeles af Lundbeckfonden til en eller flere forskere, der har udmærket sig ved et ekstraordinært bidrag til hjerneforskningen. Prisen er på 10 mio. danske kroner og er verdens største hjerneforskningspris. Prisen anerkender internationale, originale og indflydelsesrige fremskridt inden for alle områder af neurovidenskaben, herunder grundlæggende forskning i molekylære, cellulære, fysiologiske og farmakologiske mekanismer, undersøgelser af adfærd og kognition, fremskidt inden for teknologi til overvågning af nervesystemet og klinisk forskning om årsager, behandling og forebyggelse af neurologiske og psykiatriske lidelser.
Prismodtagerne vælges af eksperter inden for hjerneforskning, som besidder relevant og omfattende viden på området, og som er respekterede af det internationale videnskabelige samfund.
Vinderne skal efter kåringen være til rådighed for dansk hjerneforskning det efterfølgende år, således at danske hjerneforskere får mulighed for at lære af internationale topforskere.

## Historie
Prisen blev første gang uddelt i 2011 med det formål at fremme interessen for hjerneforskning og stimulere dansk forskning ved at styrke samspillet med europæisk hjerneforskning og det videnskabelige grundlag for fremskidt inden for forebyggelse, diagnose og behandling af sygdomme i hjernen og nervesystemet.

## Udvælgelseskomité[4]
- Richard Morris (formand). Professor, Edinburgh Universitet, Storbritannien
- Story C. Landis (næstformand). Dr., Ph.D., USA
- Joseph Coyle. Professor, McLean Hospital, Harvard Universitet, USA
- Geoffrey A. Donnan. Professor og leder, The Florey Institute of Neuroscience and Mental Health, Melbourne, Australien
- Mu-ming Poo. Professor, CAS Shanghai, Kina
- Ole Petter Ottersen, Karolinska Instituttet, Sverige
- Philip Scheltens. Professor og leder, Alzheimer Center, Nederlandene
- Irene Tracey. Professor, Oxford Universitet, John Radcliffe Hospital, Storbritannien

## Prismodtagere
| År   | Modtagere                   | Land                    | Begrundelse |
| ---- | --------------------------- | ----------------------- | --- |
| 2011 | Péter Somogyi               | Ungarn · Storbritannien | "For deres omfattende, teknisk og konceptuelt fremragende forskning i den funktionelle organisering af neurale kredsløb i hjernebarken, især i hippocampus, et område der er afgørende for visse former for hukommelse" |
| 2011 | Tamás Freund                | Ungarn                  | "For deres omfattende, teknisk og konceptuelt fremragende forskning i den funktionelle organisering af neurale kredsløb i hjernebarken, især i hippocampus, et område der er afgørende for visse former for hukommelse" |
| 2011 | György Buzsáki              | Ungarn · USA            | "For deres omfattende, teknisk og konceptuelt fremragende forskning i den funktionelle organisering af neurale kredsløb i hjernebarken, især i hippocampus, et område der er afgørende for visse former for hukommelse" |
| 2012 | Christine Petit             | Frankrig                | "For deres enestående, verdensledende bidrag til forståelsen af den genetiske regulering af udviklingen og funktionen af øret samt for deres opklaring af årsagerne til mange af de hundredevis af arvelige former for døvhed"                                                                                                 |
| 2012 | Karen Steel                 | Storbritannien          | "For deres enestående, verdensledende bidrag til forståelsen af den genetiske regulering af udviklingen og funktionen af øret samt for deres opklaring af årsagerne til mange af de hundredevis af arvelige former for døvhed"                                                                                                 |
| 2013 | Ernst Bamberg               | Tyskland                | "For deres opfindelse og videreudvikling af optogenetik. Denne banebrydende teknik gør det muligt at tænde og slukke genetisk specificerede populationer af neuroner med lys, hvilket ikke alene muliggør en forståelse af normale og unormale neurale kredsløb, men også åbner for nye behandlingsmetoder til hjernesygdomme" |
| 2013 | Edward Boyden               | USA                     | "For deres opfindelse og videreudvikling af optogenetik. Denne banebrydende teknik gør det muligt at tænde og slukke genetisk specificerede populationer af neuroner med lys, hvilket ikke alene muliggør en forståelse af normale og unormale neurale kredsløb, men også åbner for nye behandlingsmetoder til hjernesygdomme" |
| 2013 | Karl Deisseroth             | USA                     | "For deres opfindelse og videreudvikling af optogenetik. Denne banebrydende teknik gør det muligt at tænde og slukke genetisk specificerede populationer af neuroner med lys, hvilket ikke alene muliggør en forståelse af normale og unormale neurale kredsløb, men også åbner for nye behandlingsmetoder til hjernesygdomme" |
| 2013 | Peter Hegemann              | Tyskland                | "For deres opfindelse og videreudvikling af optogenetik. Denne banebrydende teknik gør det muligt at tænde og slukke genetisk specificerede populationer af neuroner med lys, hvilket ikke alene muliggør en forståelse af normale og unormale neurale kredsløb, men også åbner for nye behandlingsmetoder til hjernesygdomme" |
| 2013 | Gero Miesenböck             | Østrig                  | "For deres opfindelse og videreudvikling af optogenetik. Denne banebrydende teknik gør det muligt at tænde og slukke genetisk specificerede populationer af neuroner med lys, hvilket ikke alene muliggør en forståelse af normale og unormale neurale kredsløb, men også åbner for nye behandlingsmetoder til hjernesygdomme" |
| 2013 | Georg Nagel                 | Tyskland                | "For deres opfindelse og videreudvikling af optogenetik. Denne banebrydende teknik gør det muligt at tænde og slukke genetisk specificerede populationer af neuroner med lys, hvilket ikke alene muliggør en forståelse af normale og unormale neurale kredsløb, men også åbner for nye behandlingsmetoder til hjernesygdomme" |
| 2014 | Giacomo Rizzolatti          | Italien                 | "For deres banebrydende forskning i højere hjernefunktioner, som understøtter komplekse menneskelige evner såsom læsefærdigheder, regnefærdigheder, motiveret adfærd og social kognition, samt for deres indsats i forståelsen af kognitive og adfærdsmæssige lidelser"                                                        |
| 2014 | Stanislas Dehaene           | Frankrig                | "For deres banebrydende forskning i højere hjernefunktioner, som understøtter komplekse menneskelige evner såsom læsefærdigheder, regnefærdigheder, motiveret adfærd og social kognition, samt for deres indsats i forståelsen af kognitive og adfærdsmæssige lidelser"                                                        |
| 2014 | Trevor W. Robbins           | Storbritannien          | "For deres banebrydende forskning i højere hjernefunktioner, som understøtter komplekse menneskelige evner såsom læsefærdigheder, regnefærdigheder, motiveret adfærd og social kognition, samt for deres indsats i forståelsen af kognitive og adfærdsmæssige lidelser"                                                        |
| 2015 | Winfried Denk               | Tyskland                | "For deres opfindelse, forfinelse og anvendelse af to-foton mikroskopi til at levere detaljerede, dynamiske billeder af aktivitet i individuelle nerveceller, dendritter og synapser, hvilket har revolutioneret studiet af hjernens udvikling, plasticitet og funktionelle kredsløb"                                          |
| 2015 | Arthur Konnerth             | Tyskland                | "For deres opfindelse, forfinelse og anvendelse af to-foton mikroskopi til at levere detaljerede, dynamiske billeder af aktivitet i individuelle nerveceller, dendritter og synapser, hvilket har revolutioneret studiet af hjernens udvikling, plasticitet og funktionelle kredsløb"                                          |
| 2015 | Karel Svoboda               | USA                     | "For deres opfindelse, forfinelse og anvendelse af to-foton mikroskopi til at levere detaljerede, dynamiske billeder af aktivitet i individuelle nerveceller, dendritter og synapser, hvilket har revolutioneret studiet af hjernens udvikling, plasticitet og funktionelle kredsløb"                                          |
| 2015 | David W. Tank               | USA                     | "For deres opfindelse, forfinelse og anvendelse af to-foton mikroskopi til at levere detaljerede, dynamiske billeder af aktivitet i individuelle nerveceller, dendritter og synapser, hvilket har revolutioneret studiet af hjernens udvikling, plasticitet og funktionelle kredsløb"                                          |
| 2016 | Timothy Bliss               | Storbritannien          | "For deres banebrydende forskning i det cellulære og molekylære grundlag for langtidspotentiering og demonstrationen af, at denne form for synaptisk plasticitet understøtter rumlig hukommelse og læring" |
| 2016 | Graham Collingridge         | Storbritannien          | "For deres banebrydende forskning i det cellulære og molekylære grundlag for langtidspotentiering og demonstrationen af, at denne form for synaptisk plasticitet understøtter rumlig hukommelse og læring" |
| 2016 | Richard G. Morris           | Storbritannien          | "For deres banebrydende forskning i det cellulære og molekylære grundlag for langtidspotentiering og demonstrationen af, at denne form for synaptisk plasticitet understøtter rumlig hukommelse og læring" |
| 2017 | Wolfram Schultz             | Tyskland                | "For deres tværfaglige analyse af hjernemekanismer, der forbinder læring med belønning, hvilket har vidtrækkende implikationer for forståelsen af menneskelig adfærd, herunder forstyrrelser i beslutningstagning i forhold som gambling, stofmisbrug, tvangsadfærd og skizofreni"                                             |
| 2017 | Peter Dayan                 | Storbritannien          | "For deres tværfaglige analyse af hjernemekanismer, der forbinder læring med belønning, hvilket har vidtrækkende implikationer for forståelsen af menneskelig adfærd, herunder forstyrrelser i beslutningstagning i forhold som gambling, stofmisbrug, tvangsadfærd og skizofreni"                                             |
| 2017 | Ray Dolan                   | Irland                  | "For deres tværfaglige analyse af hjernemekanismer, der forbinder læring med belønning, hvilket har vidtrækkende implikationer for forståelsen af menneskelig adfærd, herunder forstyrrelser i beslutningstagning i forhold som gambling, stofmisbrug, tvangsadfærd og skizofreni"                                             |
| 2018 | Bart De Strooper            | Belgien                 | "For deres banebrydende forskning i det genetiske og molekylære grundlag for Alzheimers sygdom, med vidtrækkende implikationer for udviklingen af nye terapeutiske interventioner såvel som for forståelsen af andre neurodegenerative sygdomme i hjernen'"                                                                    |
| 2018 | Michel Goedert              | Luxembourg              | "For deres banebrydende forskning i det genetiske og molekylære grundlag for Alzheimers sygdom, med vidtrækkende implikationer for udviklingen af nye terapeutiske interventioner såvel som for forståelsen af andre neurodegenerative sygdomme i hjernen'"                                                                    |
| 2018 | Christian Haass             | Tyskland                | "For deres banebrydende forskning i det genetiske og molekylære grundlag for Alzheimers sygdom, med vidtrækkende implikationer for udviklingen af nye terapeutiske interventioner såvel som for forståelsen af andre neurodegenerative sygdomme i hjernen'"                                                                    |
| 2018 | John Hardy                  | Storbritannien          | "For deres banebrydende forskning i det genetiske og molekylære grundlag for Alzheimers sygdom, med vidtrækkende implikationer for udviklingen af nye terapeutiske interventioner såvel som for forståelsen af andre neurodegenerative sygdomme i hjernen'"                                                                    |
| 2019 | Marie-Germaine Bousser      | Frankrig                | "for i mere ned 30 år at have beskrevet, forstået og diagnosticeret den mest almindelige form for slagtilfælde, CADASIL" |
| 2019 | Hugues Chabriat             | Frankrig                | "for i mere ned 30 år at have beskrevet, forstået og diagnosticeret den mest almindelige form for slagtilfælde, CADASIL" |
| 2019 | Anne Joutel                 | Frankrig                | "for i mere ned 30 år at have beskrevet, forstået og diagnosticeret den mest almindelige form for slagtilfælde, CADASIL" |
| 2019 | Elisabeth Tournier-Lasserve | Frankrig                | "for i mere ned 30 år at have beskrevet, forstået og diagnosticeret den mest almindelige form for slagtilfælde, CADASIL" |
| 2020 | Sir Adrian Bird             | Storbritannien          | "for deres fundamental pioneerarbede med Retts syndrom." |
| 2020 | Huda Zoghbi                 | /                       | "for deres fundamental pioneerarbede med Retts syndrom." |
| 2021 | Lars Edvinsson              | Sverige                 | "for deres banebrydende arbejde med årsager og behandling af migræne" |
| 2021 | Peter Goadsby               | /                       | "for deres banebrydende arbejde med årsager og behandling af migræne" |
| 2021 | Michael A. Moskowitz        | USA                     | "for deres banebrydende arbejde med årsager og behandling af migræne" |
| 2021 | Jes Olesen                  | Danmark                 | "for deres banebrydende arbejde med årsager og behandling af migræne" |
| 2022 | Silvia Arber                | Schweiz                 | "for at have revolutioneret vores forståelse af de neuronale celletyper og kredsløb, der ligger til grund for bevægelse." |
| 2022 | Ole Kiehn                   | Danmark                 | "for at have revolutioneret vores forståelse af de neuronale celletyper og kredsløb, der ligger til grund for bevægelse." |
| 2022 | Martyn Goulding             | /                       | "for at have revolutioneret vores forståelse af de neuronale celletyper og kredsløb, der ligger til grund for bevægelse." |
| 2023 | Michael E. Greenberg        | USA                     | "for at have revolutioneret vores forståelse af, hvordan neuroner regulerer de tusindvis af forskellige proteiner - livets byggesten, der er nødvendige for at understøtte hjernens udvikling, plasticitet og vedligeholdelse."                                                                                                |
| 2023 | Christine Holt              | Storbritannien          | "for at have revolutioneret vores forståelse af, hvordan neuroner regulerer de tusindvis af forskellige proteiner - livets byggesten, der er nødvendige for at understøtte hjernens udvikling, plasticitet og vedligeholdelse."                                                                                                |
| 2023 | Erin Schuman                | USA                     | "for at have revolutioneret vores forståelse af, hvordan neuroner regulerer de tusindvis af forskellige proteiner - livets byggesten, der er nødvendige for at understøtte hjernens udvikling, plasticitet og vedligeholdelse."                                                                                                |
| 2024 | Larry Abbott                | USA                     | "at have ydet banebrydende bidrag til området for beregningsmæssig og teoretisk neurovidenskab og har ydet afgørende bidrag til vores forståelse af de principper, der styrer hjernens struktur, dynamik og fremkomsten af kognition og adfærd."                                                                               |
| 2024 | Terrence Sejnowski          | USA                     | "at have ydet banebrydende bidrag til området for beregningsmæssig og teoretisk neurovidenskab og har ydet afgørende bidrag til vores forståelse af de principper, der styrer hjernens struktur, dynamik og fremkomsten af kognition og adfærd."                                                                               |
| 2024 | Haim Sompolinsky            | Israel                  | "at have ydet banebrydende bidrag til området for beregningsmæssig og teoretisk neurovidenskab og har ydet afgørende bidrag til vores forståelse af de principper, der styrer hjernens struktur, dynamik og fremkomsten af kognition og adfærd."                                                                               |